# Museo Egipcio de El Cairo
El Museo Egipcio de El Cairo o Museo de Antigüedades Egipcias, realmente denominado Museo Egipcio (en árabe المتحف المصري), se encuentra en El Cairo (Egipto), y custodia la mayor colección de objetos de la época del Antiguo Egipto; posee más de 136.000 objetos clasificados de diferentes épocas de la historia egipcia: Tinita, Imperio Antiguo, Imperio Medio, Imperio Nuevo, Tercer Período Intermedio, Tardío, Helenístico y Romano, sobresaliendo de otros museos no solo por la cantidad, sino también por la importancia de muchos de ellos. Más de dos millones y medio de personas visitan el museo anualmente.
Se encuentra en el centro de El Cairo, en la plaza Tahrir. Fue diseñado en 1900 por el arquitecto francés Marcel Dourgnon en estilo neoclásico, inaugurándose en 1902. Lo administra el Consejo Supremo de Antigüedades (Supreme Council of Antiquities, SCA), cuyo secretario es Zahi Hawass. Desde 2004 la directora del museo es Wafaa El Saddik, doctorada en arqueología en Viena.
Muchas instituciones han criticado que el museo no tiene espacio suficiente para exponer las obras, que parecen estar "apiladas" más que expuestas (el museo contaba en su apertura con 12 000 piezas y actualmente posee 150 000). Por ello, parte de la colección ha sido traslada al Museo Nacional de la Civilización Egipcia, abierto al público en 2021, mientras que el Gran Museo Egipcio, en construcción, pretende recoger el grueso de la colección del Museo de Antigüedades. Sin embargo, estos museos no sustituirán al presente, que continuará abierto del mismo modo.

## Antecedentes

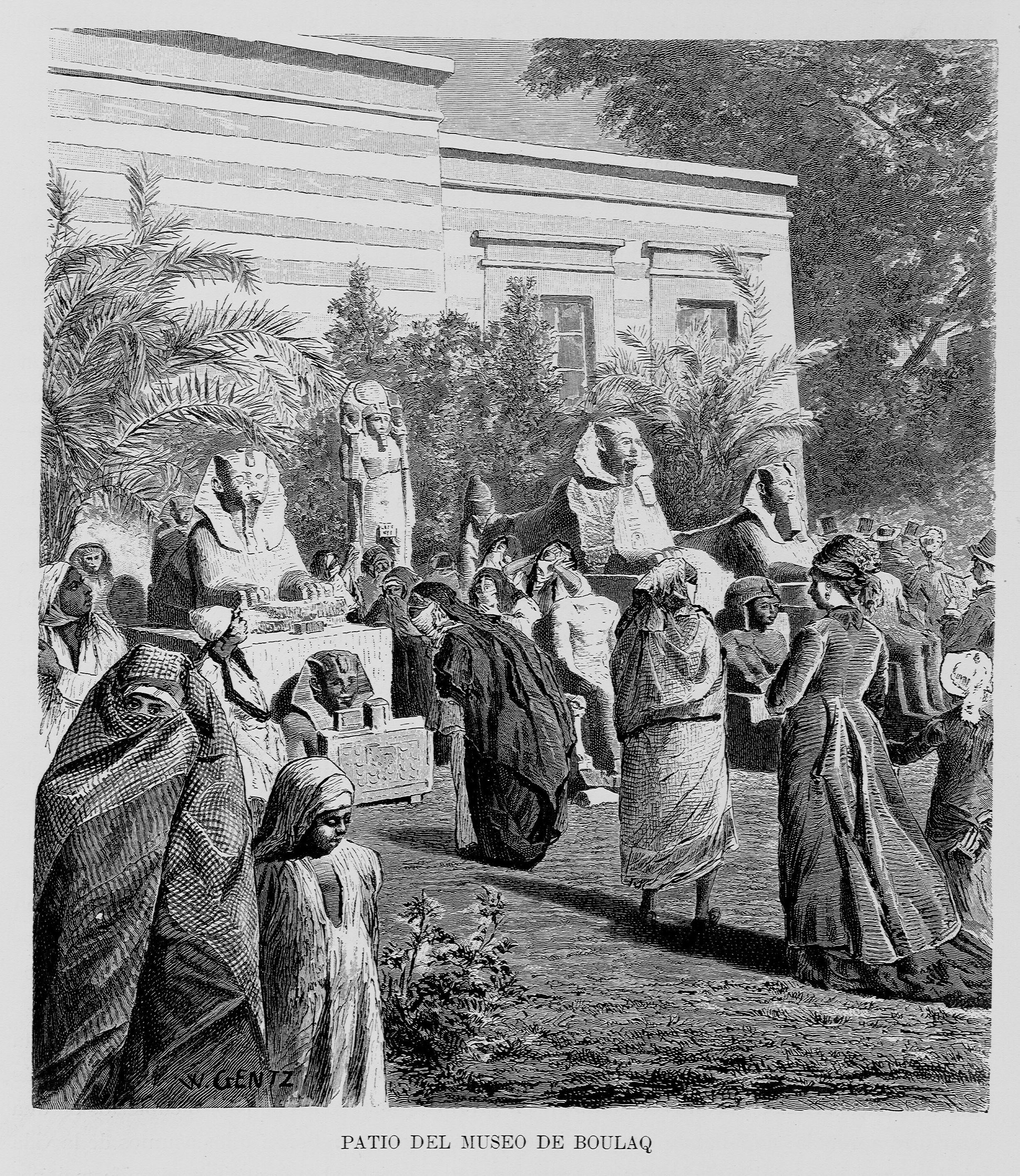
Patio del Museo de Bulaq, El Cairo, Egipto, 1882.

En 1835 fue creado el Servicio de Antigüedades de Egipto para proteger los tesoros y monumentos del país de la codicia y expoliación local y extranjera. Esto condujo a que, por primera vez, el gobierno egipcio reuniera una colección de Arte Egipcio, que se guardó al principio en un pequeño edificio del parque Esbekiah de El Cairo, y más tarde fue trasladado a la Ciudadela de Saladino. Pero el gobernador de Egipto, Abbas Pachá, regaló esta colección al emperador austríaco Maximiliano, en su visita de 1855 a Egipto. En 1858 Auguste Mariette (entonces director del Servicio de Antigüedades) abrió un nuevo museo en el barrio de Bulaq, a orillas del Nilo, pero quedó inutilizado durante una gran inundación; el gobierno decidió construir un gran museo, y hasta entonces la colección se guardó en el palacio de Ismail Pachá, en Guiza.

## Evolución del museo
Desde 1922 el museo experimentó un espectacular crecimiento al ser incrementados sus fondos con el gran tesoro de Tutankamón, de más de tres mil quinientos objetos, descubierto por Howard Carter (financiado por Lord Carnarvon) en la tumba del faraón (KV62), en el Valle de los Reyes, situado en las proximidades de la antigua Tebas,

## Organización interior

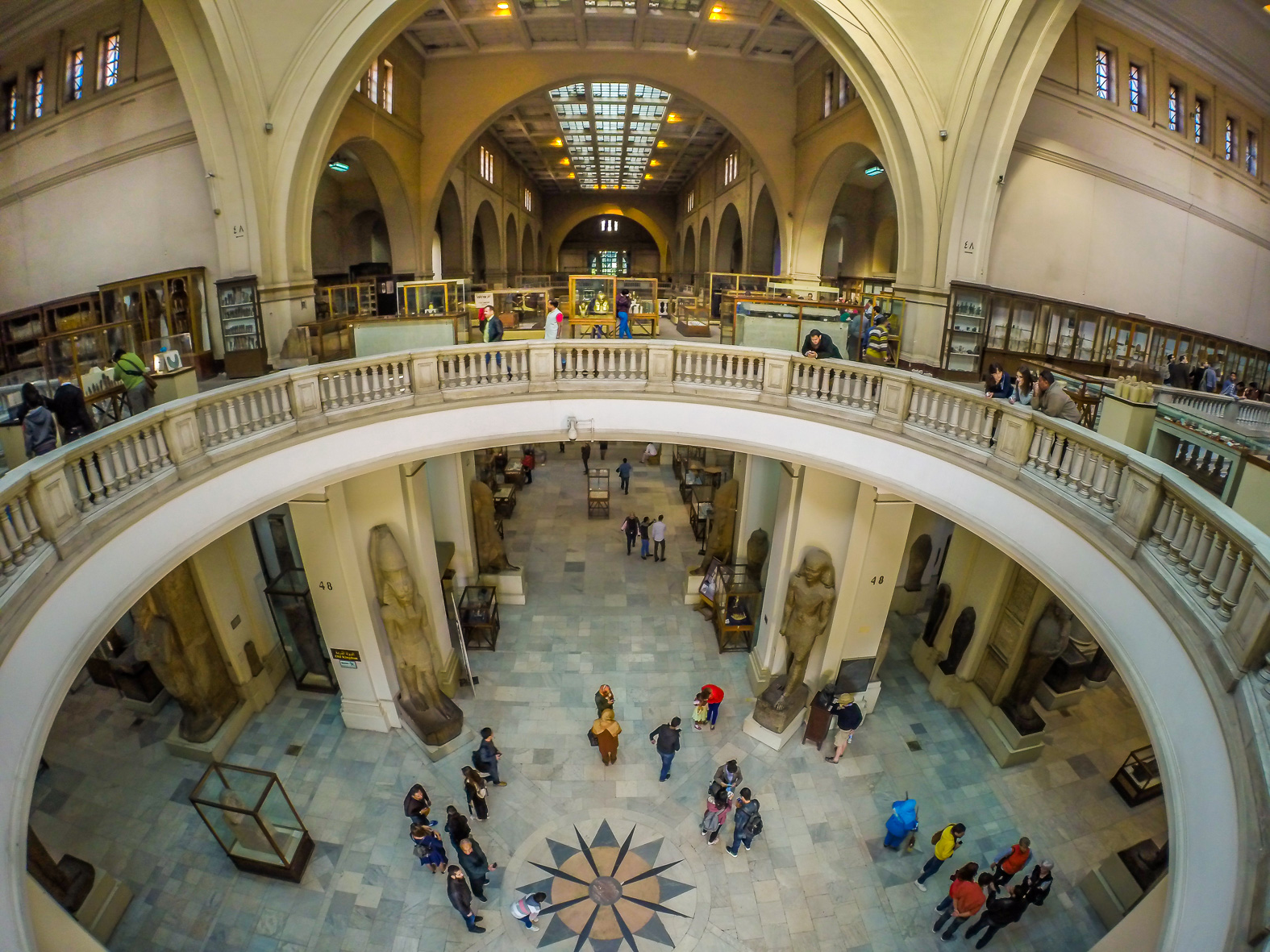
Interior del Museo Egipcio.

En la planta baja se encuentra una amplia colección de papiros en los últimos dos milenios. Están escritos en varios idiomas, griego, latín, árabe, egipcio antiguo y en escritura de jeroglíficos. Las monedas son de oro, plata y bronce, y las hay no solo de Egipto, también griegas, romanas, e islámicas, lo que ha ayudado a los historiadores en la investigación del comercio antiguo egipcio.
También en la planta baja hay objetos de los Imperios Antiguo, Medio y Nuevo, e incluyen estatuas, pinturas, y sarcófagos. Entre ellos hay objetos encontrados en las tumbas de varios faraones, así como otros muchos encontrados en el Valle de los Reyes.
En el piso superior se encuentra el tesoro de Tutankamón y la exposición continúa siguiendo un orden cronológico con objetos de las últimas dinastías, entre ellos los de las dinastías XXI y XXII de Tanis, incluida la máscara de oro del faraón Psusennes I. La colección acaba con la muestra de varias piezas del periodo romano, como un mosaico con la cabeza de Medusa.
Todavía hay un gran número de objetos en el almacén, situado en los sótanos del museo que no se han documentado, incluidos los procedentes de alrededor de 600 tumbas, cuyo inventario tendrá una duración de años.

## Contenidos del museo

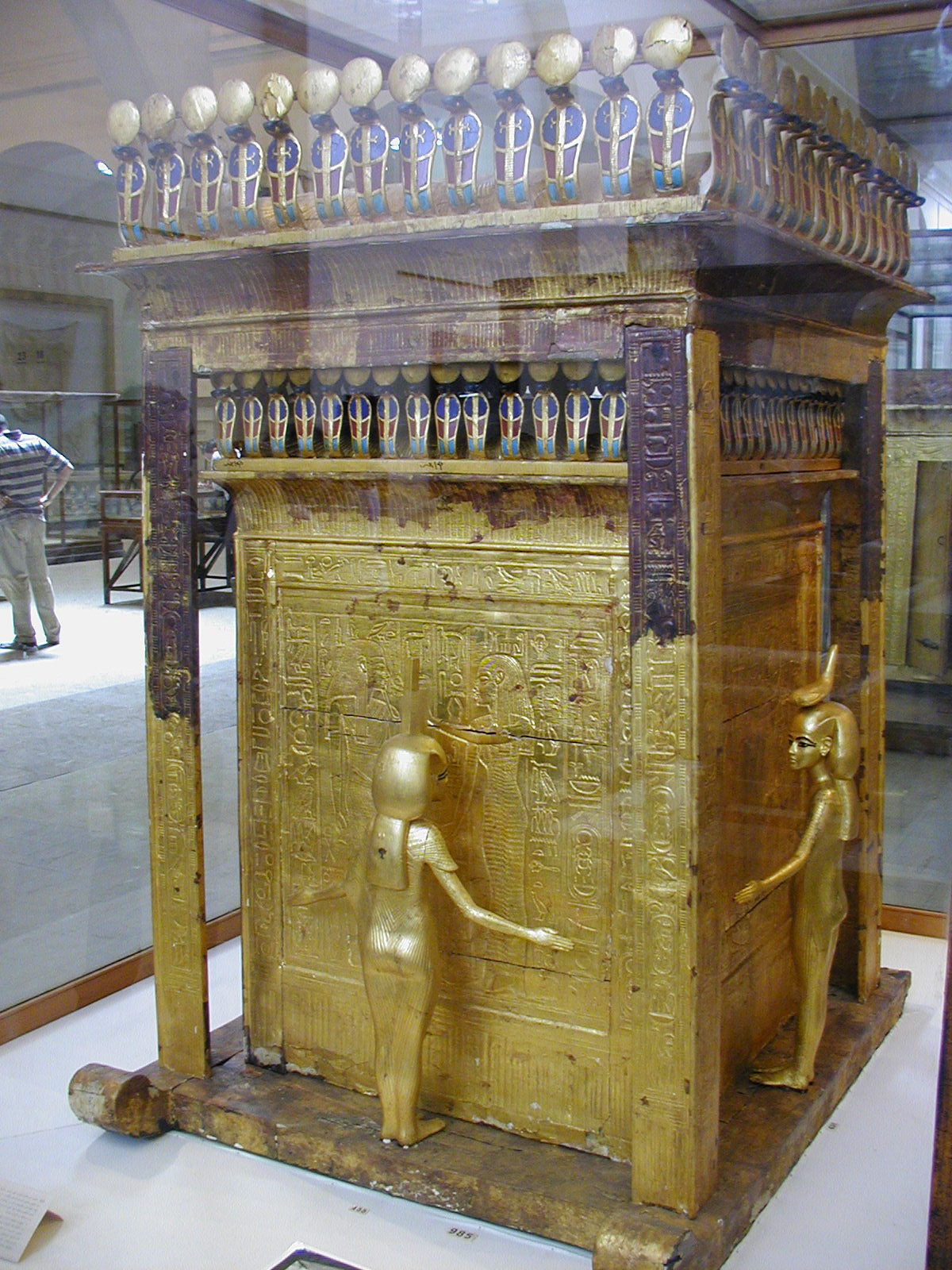
Caja de los vasos canopos de Tutankamón.

## Galería

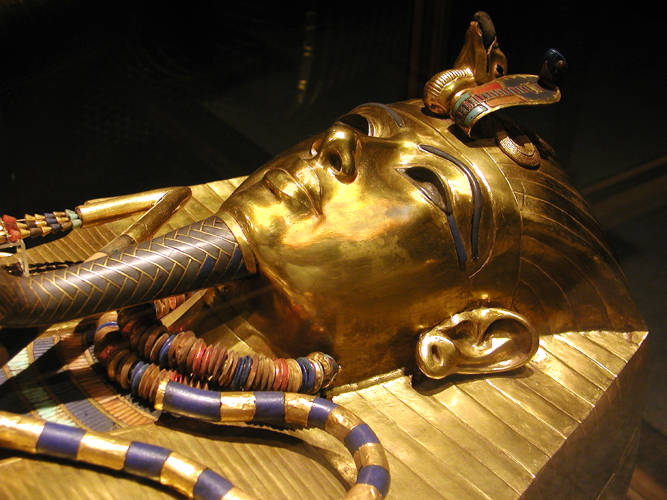
Ataúd más interior del sarcófago de Tutankamón, con su rostro idealizado.
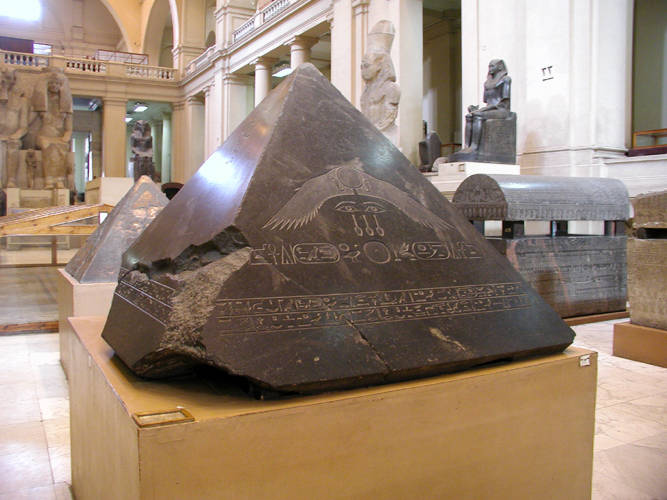
Piramidión de Amenemhat III, de granito, que coronaba la Pirámide Negra de ese faraón, construida durante la XII dinastía
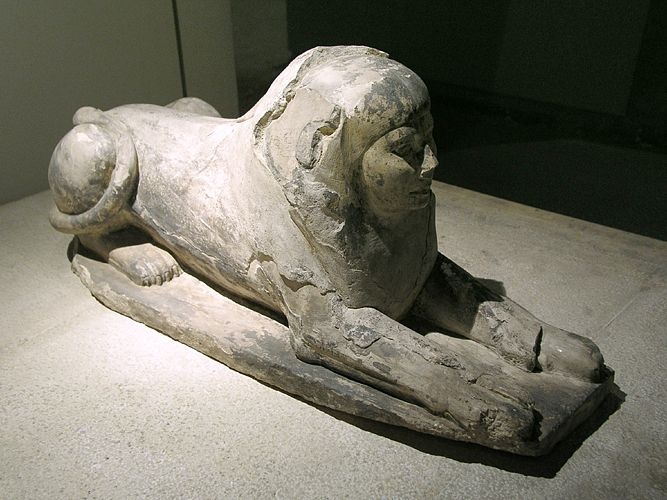
Esfinge de Hetepheres II, de la IV dinastía, hallada en Abu Roash. Fue esculpida en caliza.
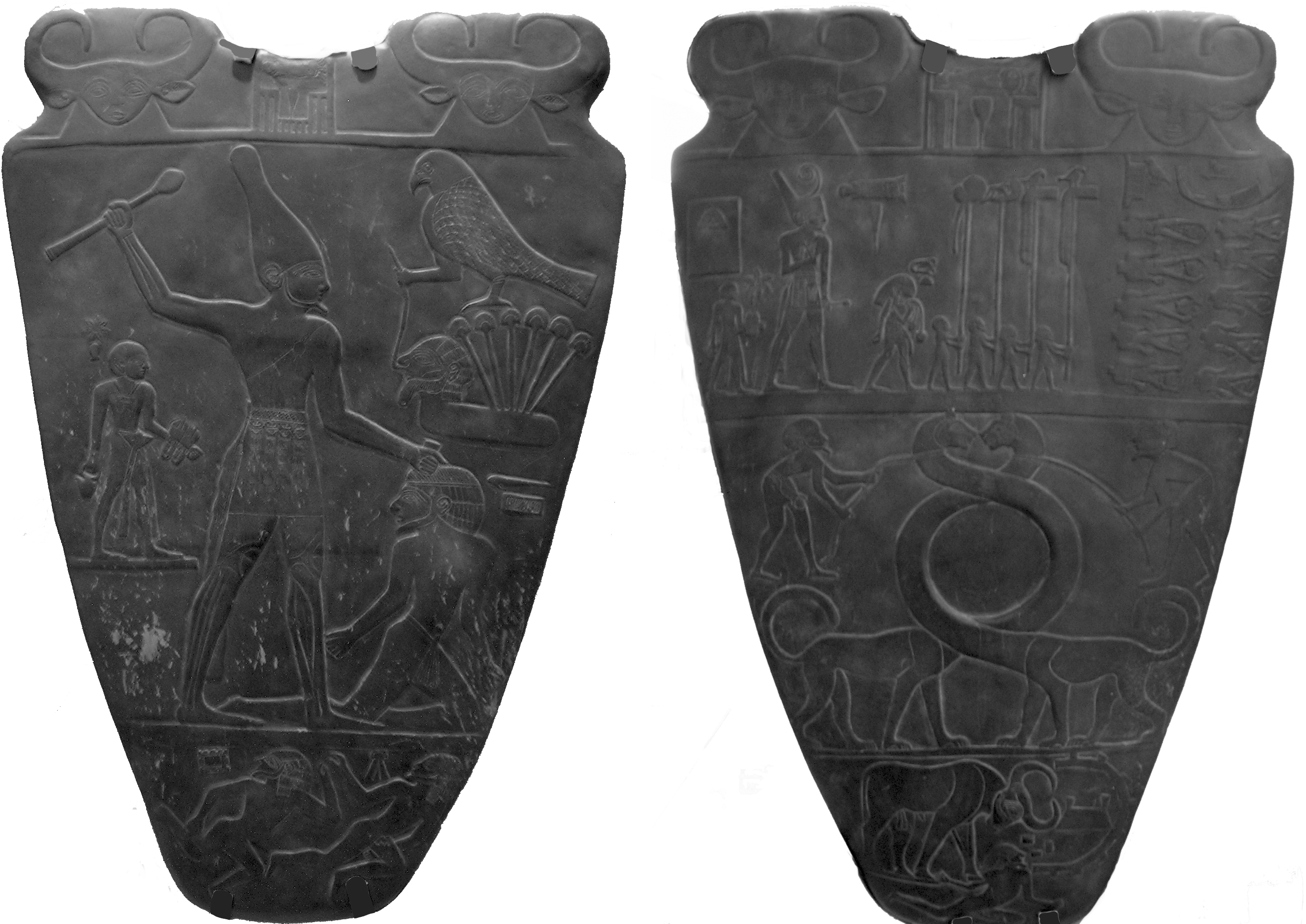
Paleta de Narmer, primera mención a una unificación del Antiguo Egipto por parte del faraón Narmer, fundador de la I dinastía
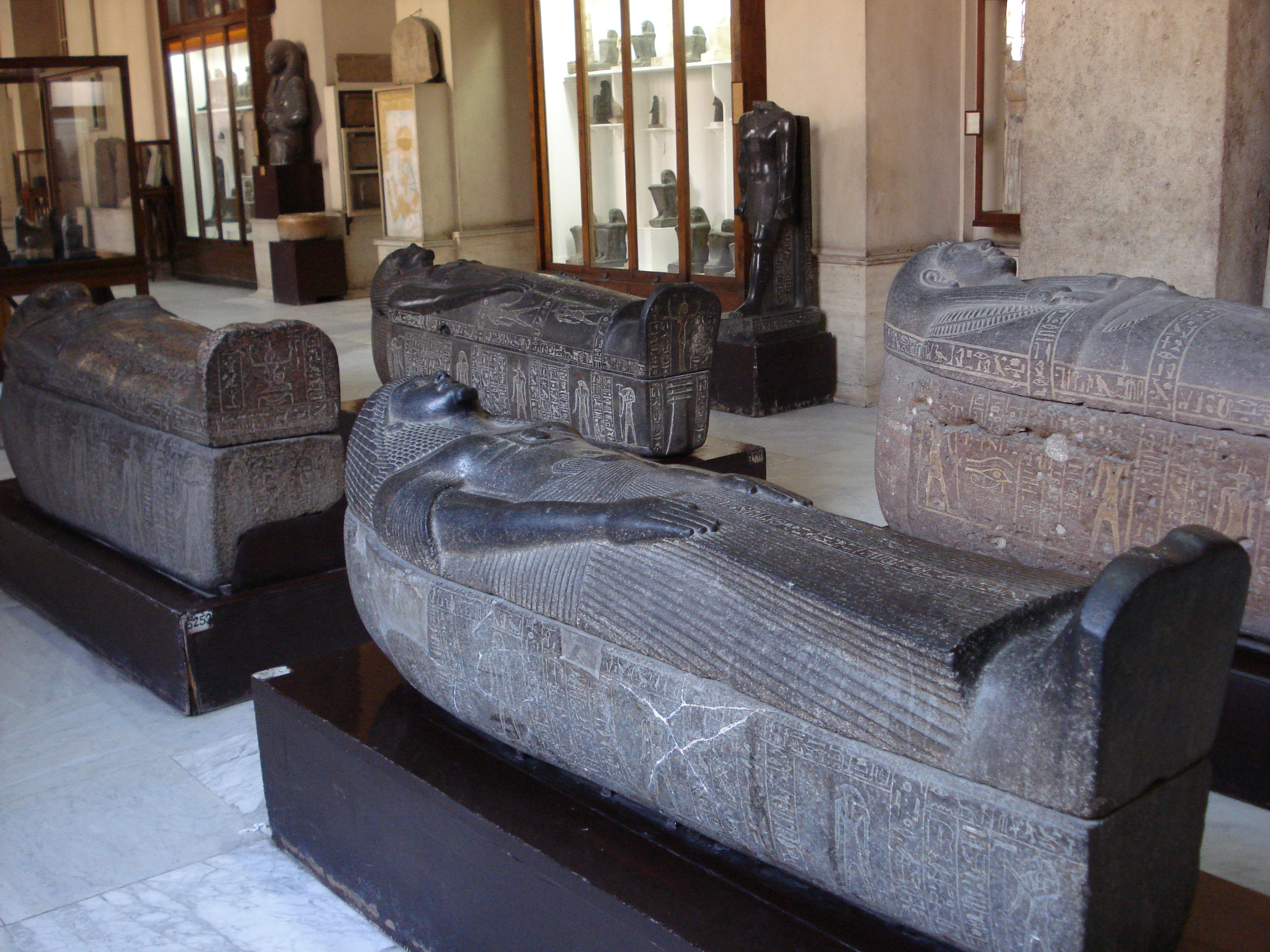
Sarcófagos pétreos.

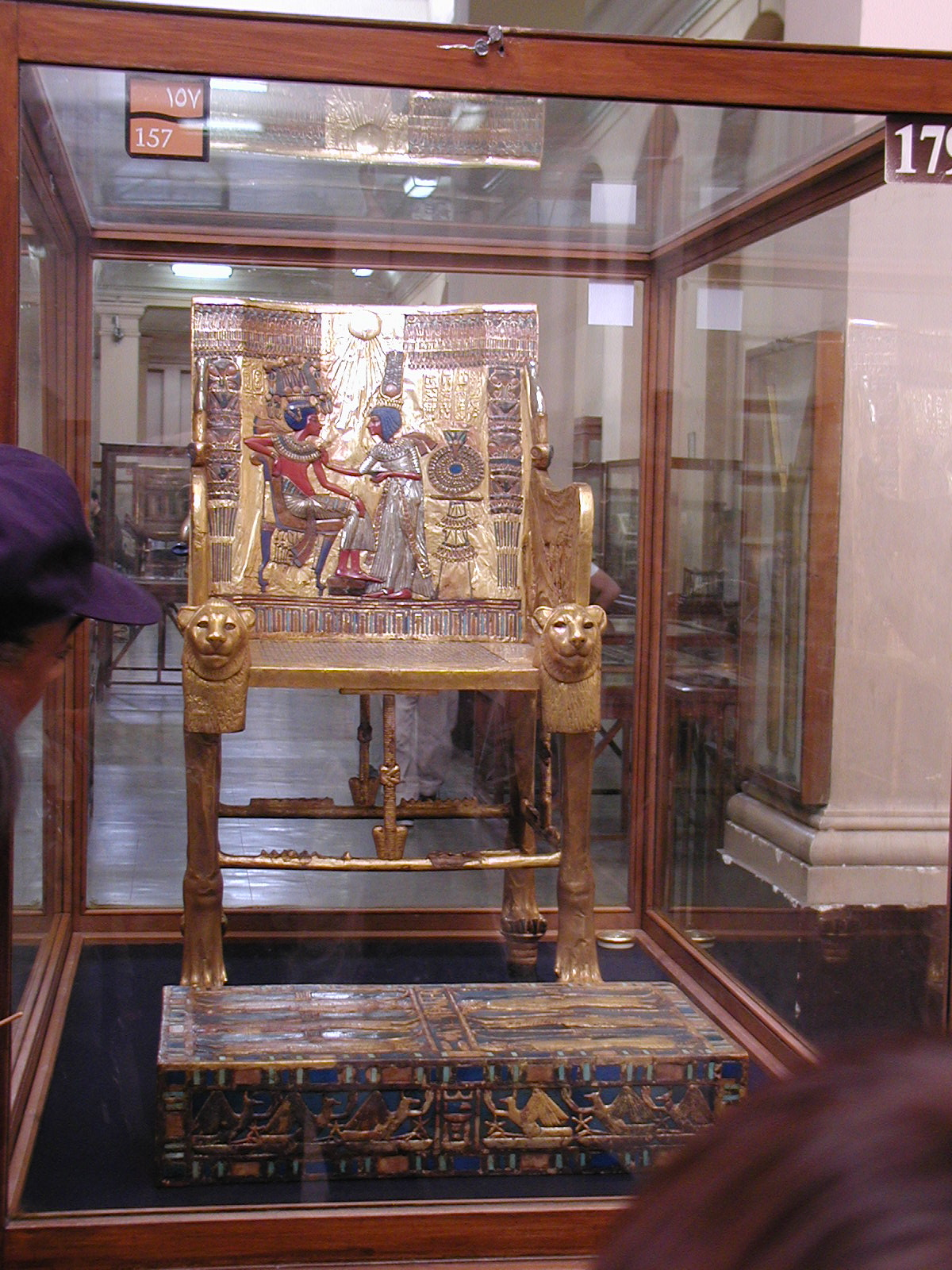
Trono de Tutankamon, encontrado en su tumba, hecho de madera, oro, plata y vidrio. Pertenece a la XVIII dinastía
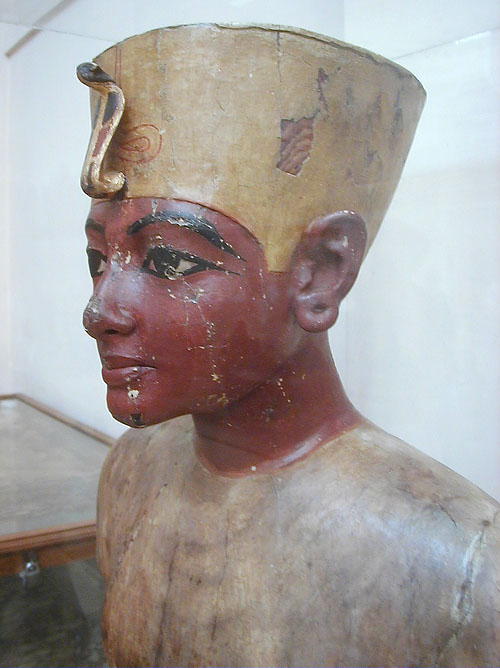
Maniquí de Tutankamon Hecho de madera policromada con el rostro del rey, cortado en caderas y hombros, para exhibir vestidos. Fue hallado en su tumba, y pertenece a la XVII dinastía
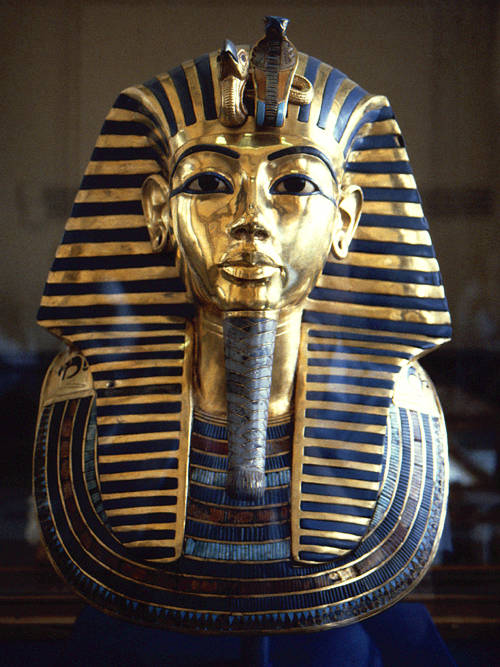
Máscara funeraria de Tutankamon, hecha de oro con incrustaciones de piedras preciosas y joyas. Representa el rostro idealizado del faraón de la XVIII dinastía
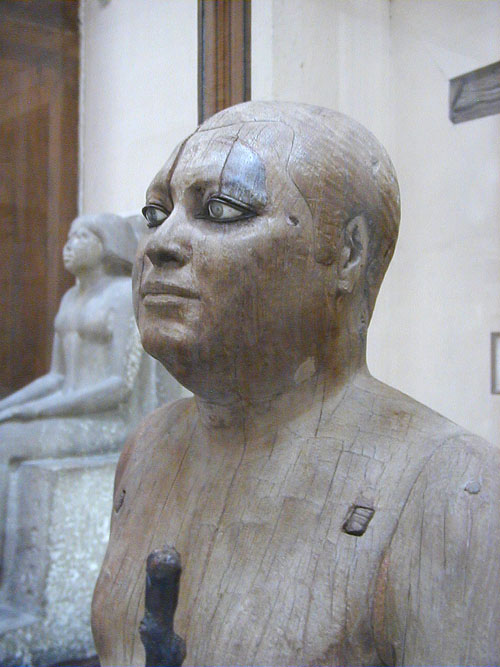
El Alcalde del Pueblo, escultura de madera e incrustaciones hallada en la mastaba de Kaaper en Saqqara. Representa a este noble de la V dinastía
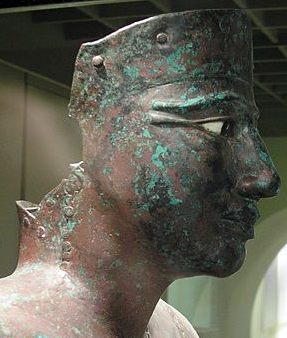
Estatua de cobre del Faraón Pepy I, de la VI dinastía, considerada la escultura metálica más antigua de la historia. Fue hallada en Hieracómpolis
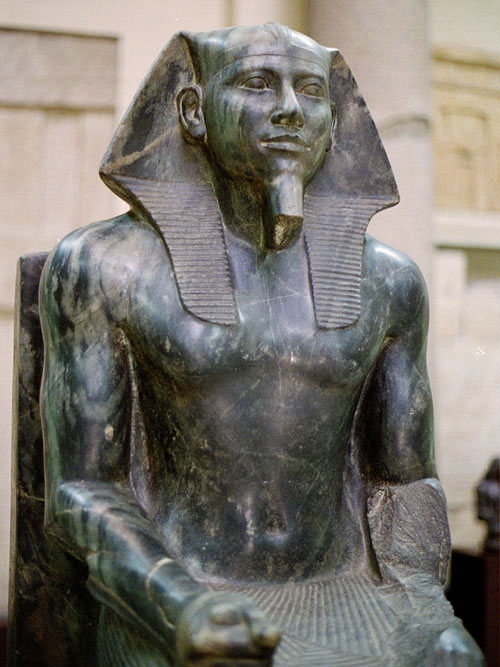
Estatua sedente de Kefrén, hallada en el Templo del Valle de la Necrópolis de Guiza por Auguste Mariette. Fue esculpida en diorita durante la IV dinastía
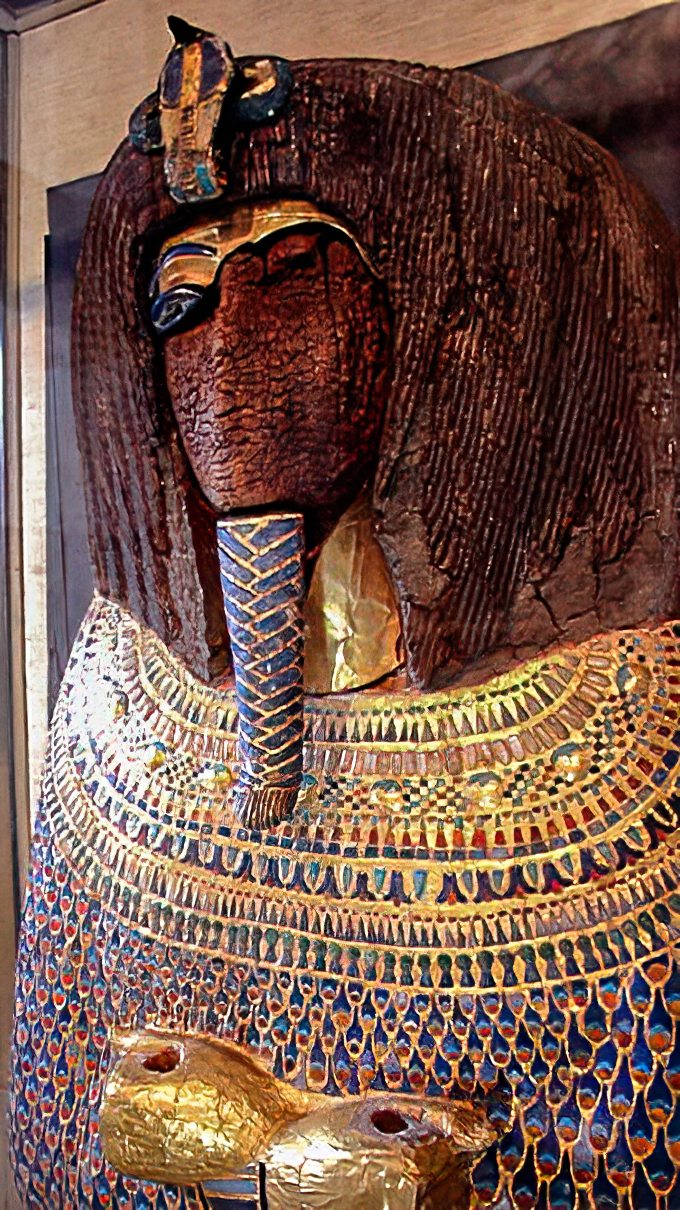
Sarcófago hallado en la tumba KV55, atribuido a Kiya, Akenatón o Tiy, y perteneciente a la XVIII dinastía
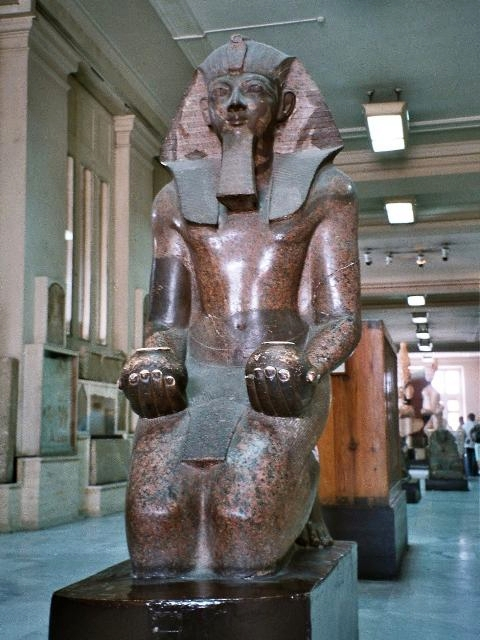
Estatua oferente de Hatshepsut, esculpida durante la XVIII dinastía
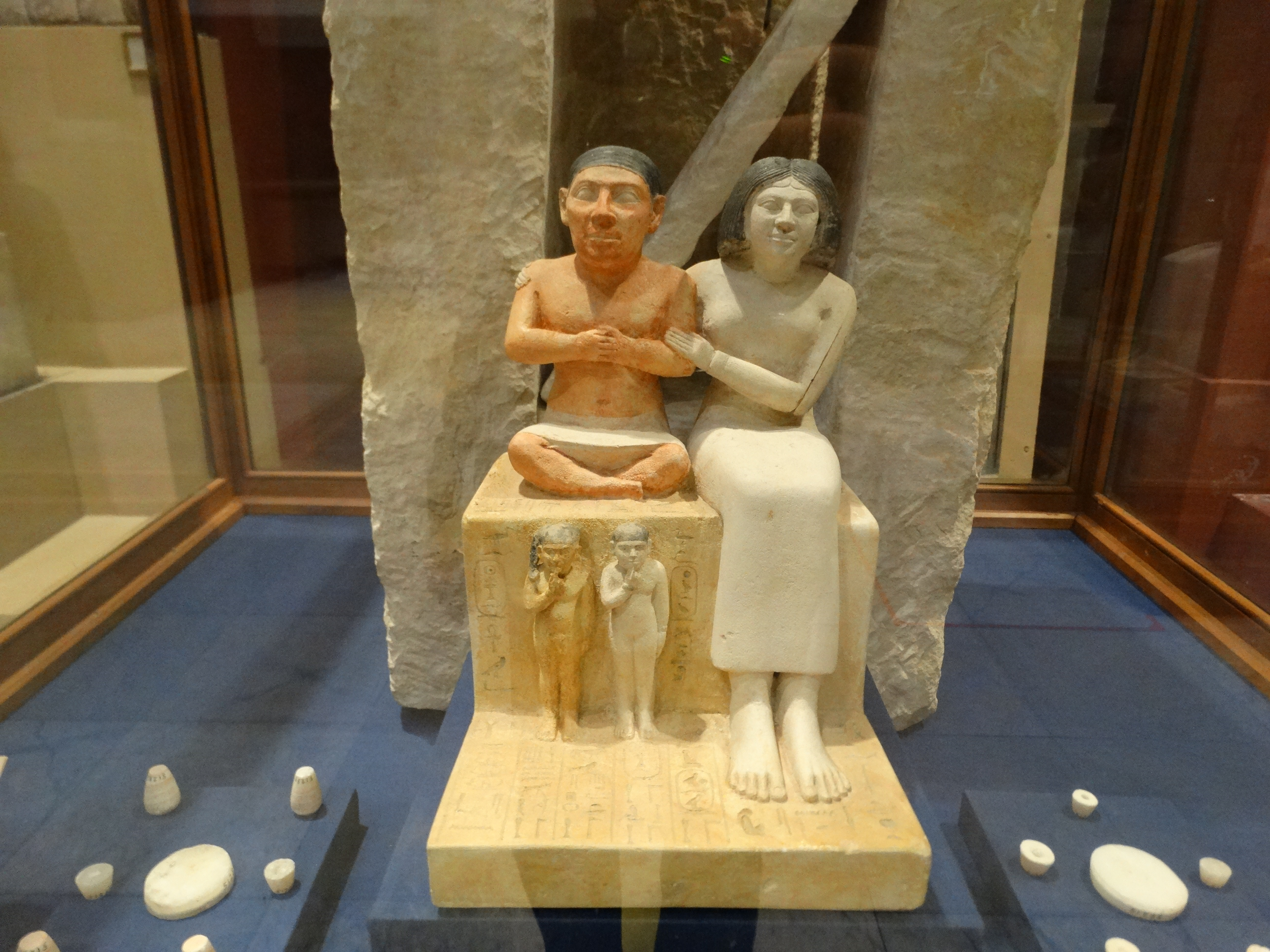
El enano Seneb con su esposa (2400-2500 a. C)
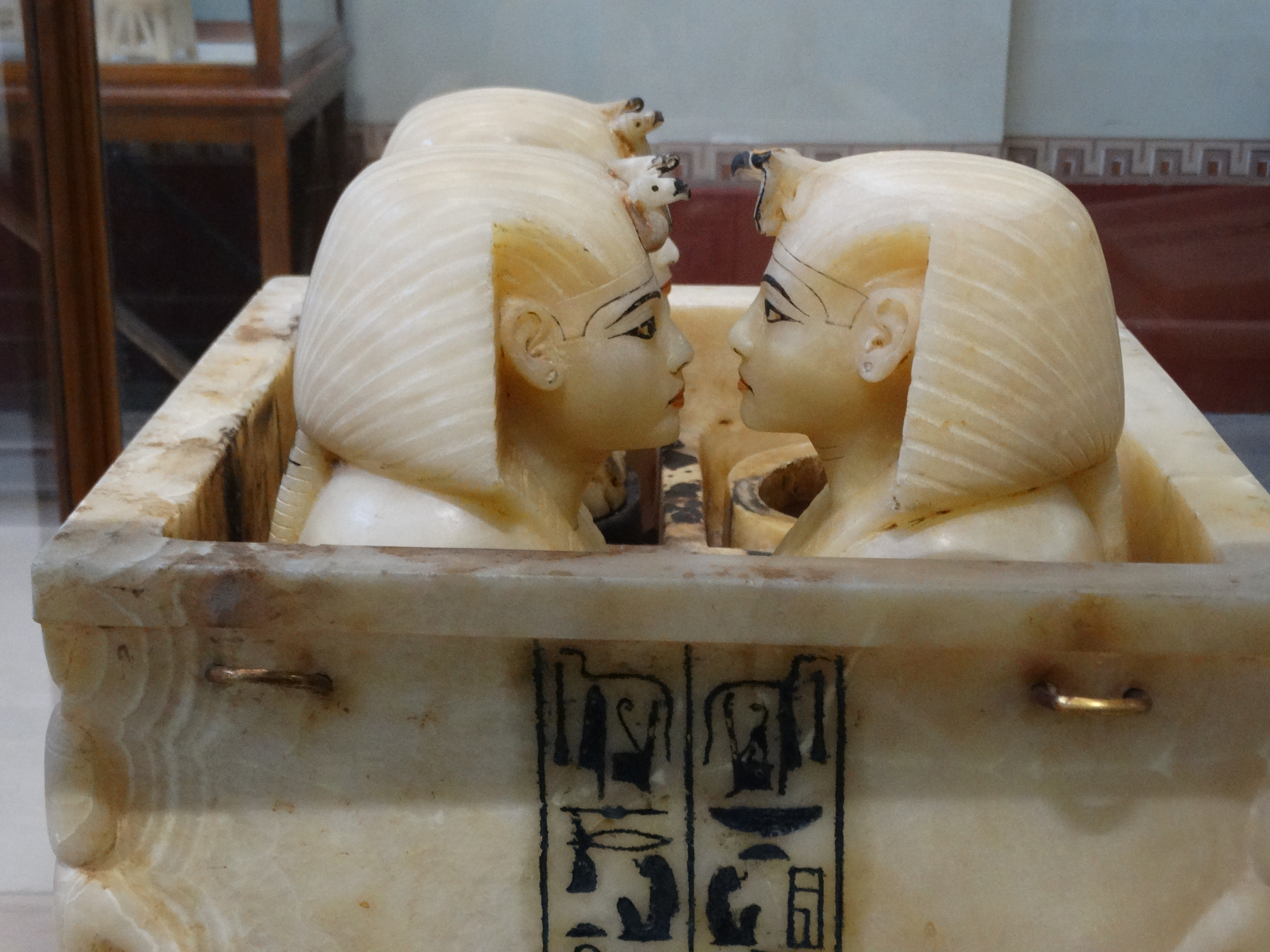
Caja con dosel de la tumba de Tutankamon
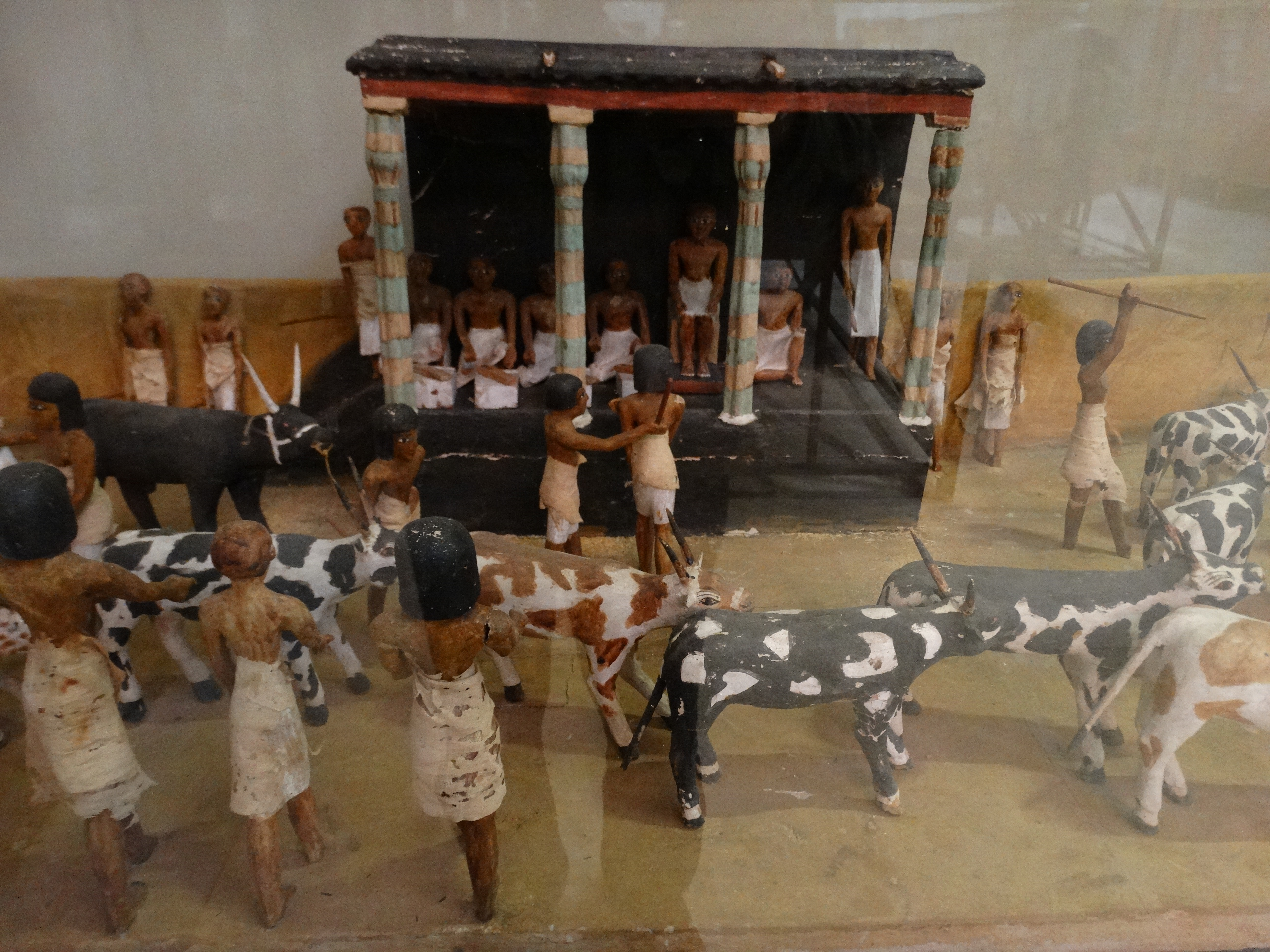
Composición escultórica de madera que representa una escena de censo de ganado (2000 a. C.)
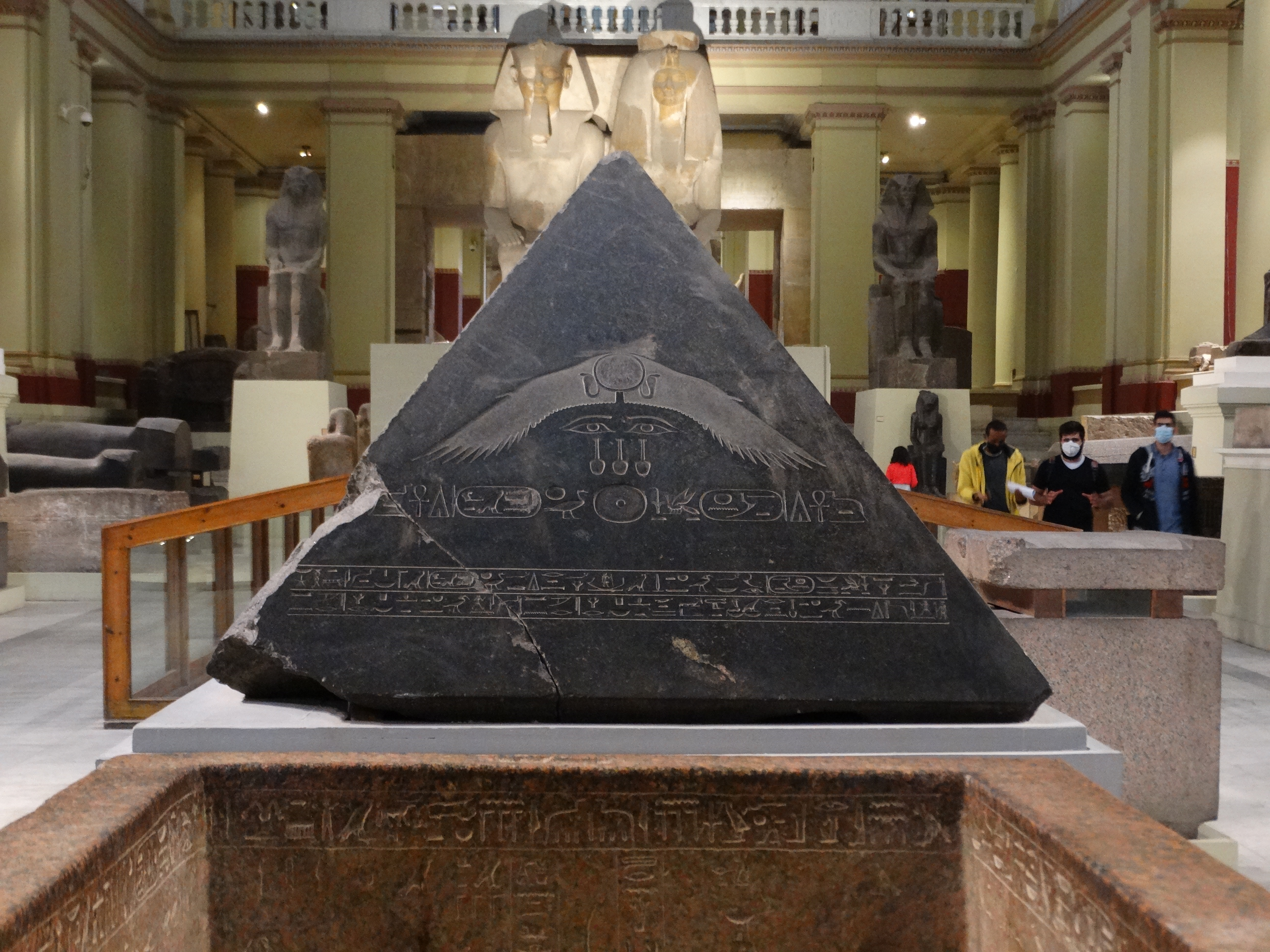
Pyramdion de la pirámide de Amenemhat